# Dmitri Grave
Dmitri Aleksandrovici Grave (în rusă: Дми́трий Алекса́ндрович Гра́ве; n.6 septembrie 1863 la Kirillov, Regiunea Vologda - d. 19 decembrie 1939 la Kiev) a fost un matematician rus de etnie ucraineană.
A studiat la Universitatea din Sankt Petersburg, unde i-a avut ca profesori pe: Pafnuti Cebîșev, Andrei Markov, Igor Zolotarev și Aleksandr Korkin.
În 1889 este absolvent al prestigioasei universități, apoi obține titlul de doctor în matematică la Universitatea din Harkov, apoi la cea din Kiev.
Printre studenți i-a avut pe: Naum Ahiezer, Nikolai Cebotarev, Boris Delaunay și Mihail Kravciuk.

## Activitate științifică
În disertația de magistru (1889), a rezolvat complet sistemul de ecuații diferențiale privind problema celor trei culori.
În disertația de doctorat, a rezolvat câteva probleme importante privind proiecțiile cartografice.
A contribuit substanțial la crearea primei școli de algebră din fosta URSS, unde s-au format: Cebotariov, Schmidt, Delone, P.S. Aleksandrov și alții.
În cadrul acestei școli s-a studiat teorema lui Galois, simpificându-se expunerea acestei teorii și s-a expus teoria idealelor cu ajutorul funcționalelor.
A rezolvat prin radicali câteva clase de ecuații de gradul al cincilea.

## Scrieri
- 1889: Despre integrarea ecuațiilor cu derivate parțiale de gradul întâi (Sankt Petersburg);
- 1908: Teoria grupurilor finite (Kiev);
- 1910: Curs de analiză algebrică (Kiev);
- 1924: Curs scurt de analiză matematică;
- 1932: Mecanica teoretică bazată pe practică (Moscova).

1. 1 2  MacTutor History of Mathematics archive, accesat în 22 august 2017
2. ↑  Граве Дмитрий Александрович (în rusă), Marea Enciclopedie Sovietică (1969–1978)[*]
3. ↑  Граве Дмитрий Александрович, Marea Enciclopedie Sovietică (1969–1978)[*]
4. ↑  Граве Дмитрий Александрович, Marea Enciclopedie Sovietică (1969–1978)[*]